# Ylenia Scapinová
Ylenia Scapin, (* 8. leden 1975 Bolzano, Itálie) je bývalá reprezentantka Itálie v judu. Je držitelkou dvou olympijských medailí.

## Sportovní kariéra
S judem začínala v 6 letech v Bolzanu pod vedením Emanuele Salonia a spolupracovala s ním skoro celou svojí kariéru. S reprezentací se připravovala nedaleko Říma v Ostii, kde jí vedl Felice Mariani.
Řadila se mezi judistky s pěknou technikou. Ve střední váze, kde bojovala většinu své kariéry, ale na některé soupeřky nestačila silově. Naopak v polostřední váze kam často shazovala zas nestačila na některé soupeřky rychlostně. Navíc hubnutí do této váhy mělo vedlejší účinky a to náchylnost ke zraněním. V roce 2004 se na poslední chvíli rozmýšlela, zdali má význam startovat na olympijských hrách v Athénách kvůli problémům s meniskem. Nakonec se rozhodla účast risknout, ale vypadla v prvním kole. Tehdy to byly její třetí olympijské hry. V roce 1996 si odbyla premiéru na olympijských hrách v Atlantě s nečekaně brala bronzovou olympijskou medaili. V roce 2000 olympijskou medaili po přívětivém nalosování s přehledem obhájila.
V roce 2008 se jí na šestnáctý pokus podařilo získat titul mistryně Evropy, ale na olympijské hry v Pekingu formu nevyladila. Po těsné výhře v prodloužení v prvním kole jí v kole druhém po 3 sekundách zápasu vyřadila Kubánka Anaisis Hernández. Po olympiádě se rozloučila s vrcholovou kariérou.

## Výsledky
| Turnaj             | 1992           | 1993           | 1994           | 1995           | 1996           | 1997           | 1998         | 1999         | 2000         | 2001                     | 2002                     | 2003                     | 2004                     | 2005                     | 2006                     | 2007                     | 2008                     |
| Turnaj             | 17             | 18             | 19             | 20             | 21             | 22             | 23           | 24           | 25           | 26                       | 27                       | 28                       | 29                       | 30                       | 31                       | 32                       | 33                       |
| Turnaj             | polotěžká váha | polotěžká váha | polotěžká váha | polotěžká váha | polotěžká váha | polotěžká váha | střední váha | střední váha | střední váha | polostřední/střední váha | polostřední/střední váha | polostřední/střední váha | polostřední/střední váha | polostřední/střední váha | polostřední/střední váha | polostřední/střední váha | polostřední/střední váha |
| ------------------ | -------------- | -------------- | -------------- | -------------- | -------------- | -------------- | ------------ | ------------ | ------------ | ------------------------ | ------------------------ | ------------------------ | ------------------------ | ------------------------ | ------------------------ | ------------------------ | ------------------------ |
| Olympijské hry     | —              |                |                |                | 3.             |                |              |              | 3.           |                          |                          |                          | úč.                      |                          |                          |                          | úč.                      |
| Mistrovství světa  |                | —              |                | úč.            |                | 5.             |              | 3.           |              | 7.                       |                          | 3.                       |                          | —                        |                          | 3.                       |                          |
| Mistrovství Evropy | —              | úč.            | 5.             | 7.             | úč.            | úč.            | 3.           | 2.           | 3.           | 3.                       | úč.                      | 3.                       | 5.                       | 2.                       | 3.                       | 7.                       | 1.                       |
| MS juniorů         | 3.             |                |                |                |                |                |              |              |              |                          |                          |                          |                          |                          |                          |                          |                          |
| ME juniorů         | 5.             | 2.             |                |                |                |                |              |              |              |                          |                          |                          |                          |                          |                          |                          |                          |